# Euprepocnemides pictipes
Euprepocnemides pictipes är en insektsart som först beskrevs av Bolívar, I. 1902.  Euprepocnemides pictipes ingår i släktet Euprepocnemides och familjen gräshoppor. Inga underarter finns listade i Catalogue of Life.